# Степная лягушка
Степная лягушка (лат. Lithobates blairi) — вид настоящих лягушек, обитающих в Северной Америке. Видовое название присвоено в честь известного зоолога и профессора Техасского университета доктора В. Фрэнка Блэра.

## Внешний вид и строение
Вырастает от 5,1 до 10,9 см в длину и обычно имеет коричневый окрас. У них длинные, мощные ноги, и они способны прыгать на большие расстояния.
У них есть коричневые или зеленовато-коричневые пятна не окаймлены белым. Над боками челюсти есть отчетливая белая линия. Линии по бокам спины прерывистые к задней части, с короткой прерывистой частью ближе к центру спины. Часто есть белое пятно в центре барабанной перепонки и и темное пятно на верхней части морды.

## Поведение
Хотя степная лягушка обитает в полузасушливых регионах, она почти всегда встречается в постоянных источниках воды, таких как ручьи, ручьи и пруды, или очень близко к ним. Ведет ночной образ жизни и в основном насекомоядна, хотя они ест почти все, что может одолеть и проглотить, включая других лягушек. Это пугливые животные, часто убегающие под воду, если к ним приближаются.

## Распространение
Степная лягушка встречается на всей территории Великих равнин Соединенных Штатов, от Индианы на запад через центральные и южные равнины до Южной Дакоты, на юг до Колорадо, Нью-Мексико и Техаса, с разобщенной популяцией в Аризоне.

## Охранный статус
Степная лягушка довольно распространена по всему ареалу и не имеет особого охранного статуса, за исключением штата Индиана, где она находится под угрозой исчезновения. Вероятно, это связано с использованием удобрений и пестицидов на фермах, расположенных вблизи мест обитания этой лягушки.